# Heinrich Träg
Heinrich Träg (Norimberga, 3 gennaio 1893 – Norimberga, 13 ottobre 1976) è stato un calciatore tedesco, di ruolo attaccante.

## Palmarès

### Club

#### Competizioni nazionali
- Campionato tedesco: 5

Norimberga: 1919-1920, 1920-1921, 1923-1924, 1924-1925, 1926-1927